# پارک شبه‌ملی یابا-هیتا-هیکوسان
پارک شبه‌ملی یابا-هیتا-هیکوسان (به لاتین: Yaba-Hita-Hikosan Quasi-National Park) یک منطقهٔ مسکونی در ژاپن است که در استان فوکوئوکا واقع شده‌است.